# Diplomuddannelse
|  | Denne artikel handler om diplomuddannelser i Danmark. For andre betydninger, se Diplom. |

En diplomuddannet (engelsk: Diploma Graduate) er en person, der har gennemført en videregående diplomuddannelse (engelsk: Diploma Programme) i voksenuddannelsesregi på et erhvervsakademi, en professionshøjskole eller et universitet i Danmark – og som dermed har opnået en diplomgrad (engelsk: Diploma Degree), der er på samme niveau som en mellemlang videregående uddannelse (MVU), herunder en bacheloruddannelse eller en professionsbacheloruddannelse.

## Diplomuddannelser i Danmark
Diplomuddannelserne er videregående uddannelser, der læses på de danske professionshøjskoler og universiteter og udbydes efter Lov om åben uddannelse. Diplomstudierne er normeret til 1 års fuldtidsstudier, svarende til 60 ECTS-point. De danske diplomuddannelser er tilrettelagt som videregående deltidsuddannelser fordelt over 2-3 år, idet undervisningen hovedsageligt foregår i weekenden eller om aftenen; dog skal en diplomstuderende have afsluttet sin diplomuddannelse senest 6 år fra studiestart. Diplomuddannelserne svarer til og er på samme niveau som de danske mellemlange videregående uddannelser (MVU), herunder professionsbachelor- og universitetsbacheloruddannelserne. Enhver diplomuddannelse skal afsluttes med et større afgangsprojekt kaldet diplomprojekt, diplomspeciale eller diplomafhandling. Diplomuddannelserne adskiller sig fra de øvrige videregående uddannelser ved at være brugerbetalte med priser fra 16.000 kr. til 105.000 kr.
For at blive optaget som studerende på et dansk diplomstudium kræves som minimum følgende:
- mindst 2-3 års relevant erhvervserfaring samt
- en relevant kort videregående uddannelse (KVU) eller
- en relevant videregående voksenuddannelse (VVU) samt
- evt. yderligere eller supplerende teoretisk videreuddannelse samt
- evt. specifikke adgangskrav som f.eks. fagniveau, kurser eller lignende.

En diplomuddannelse kan både tages som prægraduat grunduddannelse (hvor man f.eks. bygger oven på sin nuværende korte videregående uddannelse eller videregående voksenuddannelse) eller som postgraduat videreuddannelse (hvor man f.eks. supplerer sin nuværende mellemlange videregående uddannelse). En afsluttet diplomeksamen giver adgang til masteruddannelser på universiteterne.
Ifølge Undervisningsministeriets officielle beskrivelse af de danske diplomuddannelser "skal en diplomuddannet gennem faglige og personlige kompetencer kunne varetage højt kvalificerede funktioner i virksomheder, institutioner m.v. ... på bachelorniveau". 
Pr. 1. oktober 2008 udbyder de danske professionshøjskoler og universiteter tilsammen 111 diplomuddannelser, som er inddelt i nedenstående 18 fagområder. Derudover er det muligt at gennemføre en fleksibel diplomuddannelse, hvor man selv sammensætter enkeltfag og moduler fra de forskellige diplomuddannelser.
1. Billedkunst og formgivning
2. Energi, miljø, natur og kemi
3. Erhvervssprog
4. Fagpædagogik/didaktik
5. Idræt og friluftsliv
6. It
7. Journalistik, kommunikation og turisme
8. Musik og drama
9. Offentlig administration
10. Organisation, ledelse og udvikling
11. Psykologi og psykiatri
12. Pædagogik
13. Samfund og kultur
14. Socialt arbejde
15. Sundhed og sygdom
16. Teknik og teknologi
17. Vejledning
18. Virksomhed, økonomi og afsætning

## Liste over diplomuddannelser i Danmark
Undervisningsministeriets liste over samtlige godkendte diplomuddannelser i Danmark:

### Billedkunst og formgivning
- Pædagogisk diplomuddannelse (PD) i materiel kultur
- Pædagogisk diplomuddannelse (PD) i billedkunst og æstetik

### Energi, miljø, natur og kemi
- Teknisk diplomuddannelse (TD) i bioteknologi, procesteknologi og kemi
- Teknisk diplomuddannelse (TD) i humanøkologi
- Teknisk diplomuddannelse (TD) i parkvirksomhed (parkdiplom, TDP)
- Diplomuddannelsen i Energi og Miljø

### Erhvervssprog
- Erhvervssproglig diplomuddannelse (ED) i engelsk
- Erhvervssproglig diplomuddannelse (ED) i fransk
- Erhvervssproglig diplomuddannelse (ED) i spansk
- Erhvervssproglig diplomuddannelse (ED) i tysk

### Fagpædagogik/didaktik
- Pædagogisk diplomuddannelse (PD) i biologi
- Pædagogisk diplomuddannelse (PD) i dansk
- Pædagogisk diplomuddannelse (PD) i dansk som andetsprog
- Pædagogisk diplomuddannelse (PD) i fremmedsprog: Engelsk
- Pædagogisk diplomuddannelse (PD) i fremmedsprog: Fransk
- Pædagogisk diplomuddannelse (PD) i fremmedsprog: Tysk
- Pædagogisk diplomuddannelse (PD) i fysik og kemi
- Pædagogisk diplomuddannelse (PD) i geografi
- Pædagogisk diplomuddannelse (PD) i historie
- Pædagogisk diplomuddannelse (PD) i kristendomskundskab og religion
- Pædagogisk diplomuddannelse (PD) i læsning og skrivning
- Pædagogisk diplomuddannelse (PD) i matematik
- Pædagogisk diplomuddannelse (PD) i natur og teknik
- Pædagogisk diplomuddannelse (PD) i naturfagenes didaktik
- Pædagogisk diplomuddannelse (PD) i samfundsfag
- Pædagogisk diplomuddannelse (PD) i undervisning i læsning og matematik for voksne
- Pædagogisk diplomuddannelse (PD) som engelskvejleder
- Pædagogisk diplomuddannelse (PD) som læsevejleder i folkeskolen
- Pædagogisk diplomuddannelse (PD) som matematikvejleder
- Pædagogisk diplomuddannelse (PD) som naturfagsvejleder

### Idræt og friluftsliv
- Pædagogisk diplomuddannelse (PD) i idræt
- Pædagogisk diplomuddannelse (PD) i natur- og friluftspædagogik

### It
- Diplomuddannelse i informationsteknologi
- Diplomuddannelse i informationsteknologi, softwarekonstruktion
- Erhvervsøkonomisk diplomuddannelse (HD) 2. del: Økonomistyring og procesledelse
- It-diplomuddannelsen
- Pædagogisk diplomuddannelse (PD) i medier og kommunikation

### Journalistik, kommunikation og turisme
- Diplomuddannelse i journalistik
- Diplomuddannelse i journalistisk arbejde: Analytisk journalistik
- Diplomuddannelse i journalistisk arbejde: Den digitale journalistik
- Diplomuddannelse i journalistisk arbejde: Kommunikation og informationsjournalistik
- Diplomuddannelse som turistfører (turistføreruddannelse med diplom)

### Musik og drama
- Diplomuddannelse i kirkemusik
- Diplomuddannelse i Music Management
- Diplomuddannelse i rytmisk musik og bevægelse
- Pædagogisk diplomuddannelse (PD) i drama
- Pædagogisk diplomuddannelse (PD) i musik

### Offentlig administration
- Diplomuddannelse i informationssøgning og vidensorganiserende systemer
- Diplomuddannelse i offentlig forvaltning
- Skattefaglig diplomuddannelse

### Organisation, ledelse og udvikling
- Byggeriets tekniske diplomuddannelse (TD) i projektledelse
- Diplomuddannelse i ledelse
- Diplomuddannelse i økonomi, ledelse og organisation for sundhedssektoren (DLS)
- Diplomuddannelsen ingeniørernes lederuddannelse (ILU)
- Erhvervsøkonomisk diplomuddannelse (HD) 2. del: Organisation
- Pædagogisk diplomuddannelse (PD) i projektledelse og organisationsudvikling
- Pædagogisk diplomuddannelse (PD) i skoleudvikling og forandringsprocesser
- Teknisk diplomuddannelse (TD) i projektledelse

### Psykologi og psykiatri
- Pædagogisk diplomuddannelse (PD) i psykologi
- Pædagogisk diplomuddannelse (PD) i socialpsykiatri
- Tværfaglig diplomuddannelse i psykiatri

### Pædagogik
- Pædagogisk diplomuddannelse (PD) i almen pædagogik
- Pædagogisk diplomuddannelse (PD) i de frie skolers tradition og pædagogik
- Pædagogisk diplomuddannelse (PD) i erhvervspædagogik
- Pædagogisk diplomuddannelse (PD) i flerkulturel pædagogik
- Pædagogisk diplomuddannelse (PD) i pædagogisk arbejde
- Pædagogisk diplomuddannelse (PD) i skolestart
- Pædagogisk diplomuddannelse (PD) i socialpædagogik
- Pædagogisk diplomuddannelse (PD) i specialpædagogik
- Pædagogisk diplomuddannelse (PD) i ungdomspædagogik
- Pædagogisk diplomuddannelse (PD) i voksenpædagogik og uddannelsesplanlægning
- Tværfaglig diplomuddannelse: Innovation for undervisere

### Samfund og kultur
- Diplomuddannelse i kriminologi
- Diplomuddannelse i kulturformidling til børn og unge
- Merkantil diplomuddannelse i Leisure Management
- Tværfaglig diplomuddannelse i globalisering og social forandring

### Socialt arbejde
- Diplomuddannelse i familieterapi
- Diplomuddannelse i social formidling
- Social diplomuddannelse
- Social diplomuddannelse i tværfagligt samarbejde
- Social diplomuddannelse på børne- og ungeområdet
- Social diplomuddannelse: Praktikvejleder til socialrådgiveruddannelsen
- Tværfaglig diplomuddannelse i rusmiddel
- Tværfaglig diplomuddannelse i tværfagligt ældrearbejde

### Sundhed og sygdom
- Ernæringsdiplomuddannelse i ernæring og sundhed
- Pædagogisk diplomuddannelse (PD) i kost, ernæring og sundhed
- Sundhedsfaglig diplomuddannelse (SD) i biomedicin og medicinsk laboratorieteknologi
- Sundhedsfaglig diplomuddannelse (SD) i klinisk jordemoderpraksis
- Sundhedsfaglig diplomuddannelse (SD) i klinisk kvalitetsudvikling
- Sundhedsfaglig diplomuddannelse (SD) i klinisk radiografi
- Sundhedsfaglig diplomuddannelse (SD) i klinisk sygepleje
- Sundhedsfaglig diplomuddannelse (SD) i oral helse
- Sundhedsfaglig diplomuddannelse (SD) i rehabilitering og habilitering
- Sundhedsfaglig diplomuddannelse (SD) i sundhedsformidling og klinisk uddannelse
- Sundhedsfaglig diplomuddannelse (SD) i sundhedsfremme og forebyggelse

### Teknik og teknologi
- Teknisk diplomuddannelse (TD) i automation
- Teknisk diplomuddannelse (TD) i stærkstrømsteknologi
- Teknisk diplomuddannelse (TD) i vedligehold
- Teknologisk diplomuddannelse (TD)

### Vejledning
- Pædagogisk diplomuddannelse (PD) i vejledning og supervision
- Tværfaglig diplomuddannelse i beskæftigelsesindsats

### Virksomhed, økonomi og afsætning
- Erhvervsøkonomisk diplomuddannelse (HD) 1. del
- Erhvervsøkonomisk diplomuddannelse (HD) 2. del: Afsætning/udenrigshandel
- Erhvervsøkonomisk diplomuddannelse (HD) 2. del: Afsætningsøkonomi
- Erhvervsøkonomisk diplomuddannelse (HD) 2. del: Finansiel rådgivning
- Erhvervsøkonomisk diplomuddannelse (HD) 2. del: Finansiering
- Erhvervsøkonomisk diplomuddannelse (HD) 2. del: Logistik
- Erhvervsøkonomisk diplomuddannelse (HD) 2. del: Regnskab
- Erhvervsøkonomisk diplomuddannelse (HD) 2. del: Regnskabsvæsen
- Erhvervsøkonomisk diplomuddannelse (HD) 2. del: Retail and Key Account Management/Detail
- Merkantil diplomuddannelse i elektronisk forretningsstrategi
- Teknisk diplomuddannelse (TD) i innovation og iværksætteri (DII-uddannelsen)

## Eksterne kilder, links og henvisninger
- Undervisningsministeriets information om diplomuddannelserne Arkiveret 27. september 2008 hos  Wayback Machine
- Undervisningsministeriets bekendtgørelse af 29. august 2007 af lov om erhvervsrettet grunduddannelse og videregående uddannelse (videreuddannelsessystemet) for voksne Arkiveret 6. juli 2011 hos  Wayback Machine
- (Webside ikke længere tilgængelig)